# KG野獸
KG野獸（英語：KGBeast），原名安納托利·克亞傑夫（Anatoli Knyazev）是一名出現在DC漫畫中的超級反派，角色首次出現在《蝙蝠俠》#417（1988年3月），由吉姆·史達林及吉姆·阿帕羅創作，由Mike DeCarlo所繪畫。

## 人物
原名安納托利·克亞傑夫﹙Anatoli Knyazev﹚，為前蘇聯的KGB特工，手段兇殘，曾為確實殺害暗殺目標而把宴會過百個無辜者一同毒殺。左臂因為行動中被蝙蝠俠縛住無法逃脫而自行砍斷。精通格鬥技巧，左臂裝有槍械義肢。繼任者為他的學生NKV惡魔。
在緊接著無限危機事件後的《一年之後》的連載中，安納托利在一件暗殺行動失敗後遭人從屋頂丟落，並疑似雙面人所為。他的遺體之後被警方發現並分析出死因為頭部遭到兩次的槍擊。雙面人出現並證實清白，真兇其實是大白鯊（Great White Shark）所雇的記帳人（The Tally Man）。安納托利的遺體後來被一個能復活屍體成為殭屍士兵的神祕組織所竊取。他的頭顱被放置且漂浮在一個有著維生器材的水缸中。這也暗示著他將於未來的某個時間點復活回歸。
在《極黑之夜》事件中安納托利的屍體被黑光戒指所復活並成為黑光軍團的一員。他之後在《極黑之夜：蝙蝠俠》中用黑光戒塑造出他的槍械義肢。

### DC重生
KG野獸現在簡稱自己為野獸，且被企鵝人、黑面具和大白鯊雇用以殺死蝙蝠俠及雙面人。
他以數字666做為自己的標誌。
之後蝙蝠俠為了阻止他殺害一群暴民便撲向他導致雙方皆從懸崖墜落。最後蝙蝠俠被湯瑪士·杜克所救，安納托利則生死不明。

## 其他版本
在《閃點》事件中，KG野獸被關在軍事末日監獄，他在越獄時被獄警亞魔卓一槍擊斃。

## 其他媒體

### 電視
- 《無限正義聯盟》於「Kids Stuff」和「Alive」中登場。
- 《綠箭俠》：於第二季登場，由大衛·尼克飾演。

### 電影
- 《蝙蝠俠：血濺亞克漢》被逮捕後加入自殺小隊，因違背指令而遭阿曼達·華勒引爆腦中炸彈而死，由諾蘭·諾斯配音。

DC擴展宇宙
- 《蝙蝠俠對超人：正義曙光》：為雷克斯·路瑟所雇的傭兵，綁架了超人的養母瑪莎·肯特作為人質，由卡爾·穆爾維所飾演。

## 外部連結
- KGBeast （页面存档备份，存于） at Comic Vine
- KGBeast （页面存档备份，存于） at DC Comics Wiki